# 北海道道22号留萌港线
北海道道22号留萌港线（日语：北海道道22号留萌港線）是一条位于北海道留萌振興局留萌市内的主要道级道路（北海道道）。

## 路線数据
- 起点：北海道留萌市大町（＝重要港湾留萌港）
- 終点：北海道留萌市本町3丁目（＝国道231号交点）
- 总長：1.3千米

## 经过的自治体
- 留萌振興局
  - 留萌市

## 主要连接道路
留萌市
- 国道231号＝本町3丁目（终点）

## 历史
- 1954年3月30日 路線勘定为43号。（1954年北海道告示第503号）
- 1994年10月1日 路線编号变更为22号。（1994年北海道告示第1468号）